# 想像妊娠
想像妊娠（そうぞうにんしん、英語: pseudocyesis, pseudopregnancy, false pregnancy, spurious pregnancy, phantom pregnancy、フランス語: grossesse nerveuse）とは、実際には妊娠していないにもかかわらず、妊娠における様々な兆候が見られる心身症状の一種。精神状態が肉体の変化を起こす一例であり、多くは妊娠を強く望むか逆に強く恐れている神経質な女性にみられる。医師の診断によって想像妊娠だと認識すると、妊娠兆候は減退する。妄想妊娠や偽妊娠ともいう。
ヒト以外では、イヌやウサギなどの哺乳類も、原理は異なるが想像妊娠をすることがわかっている。

## 人間の場合

### 症状
妊娠時に見られる各種の身体症状と同様のものが起こる。
- 月経閉止。あるいは、月経が来たとしても量が少なく、妊娠中の不正出血と判別しにくい。

月経を司る女性ホルモンは、脳の下垂体や視床下部から分泌される性腺刺激ホルモンなどの制御を受けており、精神的な負荷はしばしば女性に無月経や月経不順の変調をもたらす。
- 悪阻（つわり）、子宮内膜の増加、乳頭・乳輪の変化、初乳の分泌など、ホルモンの作用に付随するもの。

なお、妊娠検査薬の陽性をもたらすhCGは、着床した受精卵の根元から分泌される実際の妊娠時特有のホルモンなので、想像妊娠では陽性にならない。
- 腹部の膨張、胎動の自覚など、物理的な胎児の存在を感じさせるもの。

ホルモンの作用による皮下脂肪の増加や便秘での膨満・蠕動による。

### 原因
以下のような、妊娠という事柄に対する強いストレスが原因とされる。
- 妊娠に対する過度の願望。
- 妊娠に対する過度の恐怖。

### 対処
- 医師の診断を受け、想像妊娠の事実を認識すると症状は減退する。

現代では、妊娠検査薬・エコー（超音波検査）・心音計などの発達により早期から明らかな証拠で妊娠の有無を確定できるようになったこと、女性に対して跡継ぎを産まねばならぬという社会的圧力が少なくなったことなどから、かつてに比べて激減し、稀な現象となっている。

## 動物の場合
犬などの動物にも、つまり、腹部の膨張、乳腺の発達や乳汁分泌、巣作り行動といった想像妊娠が見られることがある。しかし、これは発情期に伴うホルモン変化によって引き起こされる現象であり、人間のように心理的原因によるものとは異なる。そのため、想像妊娠とは呼ばず、偽妊娠あるいは擬似妊娠の用語で呼ばれることも多い。

### 原因
発情期に入って排卵すると、妊娠を維持するための黄体ホルモンが分泌され、身体や行動に変化が起こる。妊娠が不成立だった場合は排卵からしばらくすると黄体ホルモンの分泌が終わるはずだが、個体差により、ホルモンの分泌が活発すぎると妊娠していなくても分泌が続くことがある。こうした黄体ホルモンを主体としたホルモンの影響で、擬似妊娠状態の症状が現れる。これは、発情期中に交尾をしなかったメスにでも起こり得る。

### 対処
排卵後の擬似妊娠状態はどの個体でも多少なりとも起こる生理現象ではあるが、期間が短いと飼い主には気付かない程度であり、長期にわたって妊娠状態が現れたままなのは、ホルモンの分泌が過剰な病的様態といえる。発情期のたびに想像妊娠を繰り返しやすい個体は、子宮・卵巣・乳腺などにホルモンの影響を原因とする疾患を発症するリスクが高まると考えられる。また、想像妊娠を何度も繰り返すのは、身体的負担や精神的ストレスもかかる虞があり、頻繁であれば対処を考えた方がよいケースもある。
一番の根本的な対策は不妊手術であり、卵巣を摘出すれば想像妊娠が起こることも無くなる。
そうでない場合も、オスとの接触を避け交尾させない、飼い主が尻や陰部に触れて刺激しないよう気を付けるなど、なるべくホルモン分泌を活発化させやすい要因を与えないよう注意する。

## 歴史上の例
平安時代末期の近衛天皇中宮の藤原呈子や、鎌倉時代末期の後醍醐天皇中宮の西園寺禧子には、妊娠の兆候が現れて安産祈祷まで行われたにもかかわらず、予定日を数か月から数年も過ぎても出産に至らず、懐妊が誤りだと判じられたということがあった
。日本史研究者の保立道久は、これらは想像妊娠だったのではないか、と推測している。